# Henryk Rajfer
Henryk Rajfer (ur. 13 stycznia 1954 w Katowicach) – polski aktor teatralny i filmowy, od 1973 związany z Teatrem Żydowskim w Warszawie.

## Życiorys
Urodził się w Katowicach; jest bratem Czesławy i Zofii Rajfer. W latach 1973–1977 był adeptem studium aktorskiego przy Teatrze Żydowskim, następnie w 1982 zdał egzamin eksternistyczny dla aktorów dramatu. Współpracował z reżyserami takimi jak Juliusz Berger, Piotr Cieplak, Dorota Igantjew, Maja Kleczewska, Waldemar Krygier, Paweł Paszta, Elżbieta Protakiewicz, Jakub Rotbaum, Jan Różewicz, Maciej Sławiński, Monika Strzępka, Jan Szurmiej, Szymon Szurmiej, Gołda Tencer, Michał Zadara. Współpracował z Teatrem Śląskim im. Stanisława Wyspiańskiego w Katowicach, gdzie wystąpił w przedstawieniu Badenheim 1939 w reżyserii Piotra Szarszy oraz z Teatrem Telewizji (O prawo głosu, Kamienica na Nalewkach, Dybuk, Niezłomny z Nazaretu, Proces Rudolfa Hoessa). Zagrał również w wielu filmach, m.in.: Francuski numer, Dublerzy, Podróż Niny, Austeria, Komedianci, Gwiazdy na dachu oraz serialach Boża podszewka, Miodowe lata, Przeprowadzki, Czas honoru. Pracował jako asystent reżysera przy spektaklach …I stał się cud, Walizka.
W 2005 został odznaczony przez Prezydenta Rzeczypospolitej Polskiej Krzyżem Kawalerskim Orderu Odrodzenia Polski.
7 grudnia 2009 z rąk ministra kultury i dziedzictwa narodowego Bogdana Zdrojewskiego odebrał Srebrny Medal „Zasłużony Kulturze Gloria Artis”.

## Kariera
| Aktor teatralny Teatr Żydowski w Warszawie - 2019: Śpiewak jazzbandu - 2018: Rejwach - 2018: Pieśń o zamordowanym żydowskim narodzie - 2018: Chumesz lider - 2017: Jak w przedwojennym kabarecie - 2017: Golem - 2017: Miasteczko Kasrylewka - 2017: Malowany ptak - 2017: Szabasowa dziewczyna - 2016: Marzec '68. Dobrze żyjcie – to najlepsza zemsta - 2015: Śmierć pięknych saren - 2015: Dybuk - 2014: Królestwo wszechwanny - 2014: O karpiu, kozie i trąbce, która gasiła pożary - 2013: Bóg zemsty - 2013: Mazl tov - 2012: Noc całego życia - 2012: Pożegnania '68 - 2012: Ach! Odessa – Mama... - 2011: Walizka - 2011: 1666 - 2011: Oberża pod Złotym Rogiem - 2010: Zaczarowana noc - 2010: Księga raju - 2009: Pół żartem, pół serio - 2009: Badenheim 1939 - 2009: Bonjour Monsieur Chagall - 2008: W nocy na starym rynku. Gorączka jesiennej nocy - 2007: Straszna gospoda - 2006: Tradycja - 2006: Dla mnie bomba - 2006: Zaczarowany krawiec - 2006: Sen o Goldfadenie - 2005: Żyć, nie umierać! - 2005: Publiczność to lubi - 2004: Śpiąca Królewna - 2004: Między dniem a nocą - 2002: Kopciuszek - 2002: Skrzypek na dachu - 2002: Cud Purymowy - 2001: Monisz, czyli szatan... - 2000: Kamienica na Nalewkach - 1999: Joszke Muzykant - 1998: ...I stał się cud - 1997: Ballada o brunatnym teatrze - 1995: Kto jest kto - 1995: Uriel Akosta - 1994: Błądzące gwiazdy - 1994: Swat w zielonym szaliku - 1993: My Żydzi polscy - 1992: Trubadur z Galicji - 1991: Gdybym był bogaczem - 1990: Dybuk - 1986: Pieśń o zamordowanym... - 1985: Wielka wygrana - 1984: Sen o Goldfadenie - 1981: Poszukiwacze złota - 1980: Jakub i Ezaw - 1979: Bonjour Monsieur Chagall - 1978: Planeta Ro - 1977: W noc zimową - 1976: Dwaj Kunie-Lemł - 1976: Bóg, człowiek i diabeł - 1976: Zmierzch - 1975: Dzban pełen słońca - 1972: Było niegdyś miasteczko Asystent reżysera - 1998: ...I stał się cud - 1995: Kto jest kto | Aktor filmowy - 2019–2020: Stulecie winnych - 2018-2020: Korona Królów - 2018: Na sygnale - 2016: Bodo - 2012-2019: M jak miłość - 2012: Pokłosie - 2010: Śluby panieńskie - 2008: Czas honoru – handlarz w getcie (odc. 10) - 2006: Francuski numer - 2006: Dublerzy - 2004: Ninas Resa - 2001: Przedwiośnie - 2000–2001: Przeprowadzki - 1999: Wrota Europy - 1998–2003: Miodowe lata - 1997: Boża podszewka - 1985: Kim jest ten człowiek - 1982: Hotel Polan und seine Gäste - 1982: Austeria - 1982: Popielec (odc. 2) - 1979: Die Schmuggler von Rajgorod - 1979: Komedianci - 1979: Gwiazdy na dachu - 1979: Dybuk - 1979: Dawid Użyczył głosu - 2009: Janosik. Prawdziwa historia - 2004: Uprising Lektor - 2017: Czego nie mogliśmy wykrzyczeć Teatr Telewizji - 2008: O prawo głosu - 2000: Kamienica na Nalewkach - 1999: Dybuk - 1990: Niezłomny z Nazaretu - 1979: Proces Rudolfa Hoessa Radio - 2016: Panny z Wilka - 2012: Płonące miasto - 2009: Proszę państwa do gazu - 2008: Obrazy z pamięci umierającego - 1989: Z głębokości wód |